# Dejan Kuluševski
Dejan Kuluševski (25. travnja 2000.)  švedski je profesionalni nogometaš koji igra kao krilni napadač ili vezni igrač Tottenham Hotspura i švedske reprezentacije. Rođen u Švedskoj od makedonskih roditelja, Kuluševski je izabrao predstavljati svoju rodnu zemlju na međunarodnoj razini na višoj razini, a u potpunosti je debitirao 2019. godine.

## Rana karijera
Kuluševski je rođen u Vällingbyju, predgrađu Stockholma. Pridružio se IF Brommapojkarni sa 6 godina.

## Atalanta
Pridružio se omladinskoj ekipi Atalante 7. srpnja 2016. Napravio je debi 20. siječnja 2019., ulazeći kao zamjena Martenu De Roonu u 5-0 pobjedi protiv Frosinonea. Imao je 3 nastupa za 2018. – 2019. sezone, sva 3 kao zamjena.

## Posudba u Parmu
Dana, 18. srpnja, Kuluševski je otišao na posudbu u Parmu na 11 mjeseci. Zabio je svoj prvi Serie A gol protiv Torina u 3-2 pobjedi, 30. rujna. Dana, 14. prosinca 2019. Kuluševski je zabio svoj 4. gol i tako postao najmlađi igrač u top 5 liga u Europi, koji je zabio više od tri gola do tada. On je također bio jedan od dva igrača rođenih nakon 1. siječnja 1999. koji imaju bar 7 asistencija u top 5 liga u Europi.

## Juventus

### Povratak u Parmu
Zbog njegove forme dok je bio na posudbi u Parmi, tijekom koje je zabio 4 gola i asistirao 7 puta u 17 utakmica u ligi, 2. siječnja, Kuluševski se pridružio Juventusu na 4 i po godine ugovora, za 35$ milijuna, što je moglo rasti još do 44 milijuna.
Kuluševski je poslan natrag na posudbu u Parmu do kraja sezone. Završio je sezonu s 10 golova i 9 asistencija. Zbog njegovih nastupa, nagrađen je najboljim mladim igračem Serie A.

### 2020.-'21. sezona
Kuluševski se vratio s posudbe iz Parme i u prijateljskoj utakmici protiv Novare, asistirao je Cristianu Ronaldu za prvi gol na utakmici.
U svom službenom debiju protiv Sampdorije, zabio je gol u 13. minuti nakon odbijena lopte Cristiana Ronalda.

## Internacionalna karijera
Rođen u Švedskoj od makedonskih roditelja, Kuluševski je igrao za sve švedske omladinske reprezentacije, kao i za reprezentaciju Sjeverne Makedonije do 16 godina. Prvi put pozvan je u švedsku reprezentaciju u studenom 2019. za kvalifikacijske utakmice za UEFA Euro 2020 protiv Rumunjske i Farskih Otoka. Za seniorsku reprezentaciju, Kuluševski je rekao da je njegov odabir bio "lagan", budući da mu je oduvijek bilo draže predstavljati Švedsku.
Kuluševski je u seniorskom međunarodnom debiju za Švedsku nastupio 18. studenog 2019. godine, došavši kao zamjena za Kena Semu u pobjedi 3:0 protiv Farskih Otoka u posljednjoj utakmici kvalifikacijske faze za Euro 2020. Dana, 8. rujna 2020. započeo je svoj prvu utakmicu za seniorsku ekipu Švedske, igrajući 90 minuta prije nego što je zamijenjen Albinom Ekdalom u porazu od 0:2 protiv Portugala u UEFA Ligi nacija 2020./'21. 14. studenoga 2020. Kuluševski je postigao svoj prvi međunarodni pogodak protiv Hrvatske u domaćoj pobjedi 2-1 u Ligi nacija